# 本多重貞
本多 重貞（ほんだ しげさだ）は、江戸時代中期の越前国丸岡藩の世嗣。

## 略歴
元禄14年（1701年）、播磨国龍野藩2代藩主・脇坂安照の五男として誕生。
越前国丸岡藩4代藩主・本多重益の養子となる。しかし、丸岡藩は元禄8年（1695年）に改易されたため、藩主に就くことはなかった。改易後、重貞は赦免されないまま享保4年（1719年）に早世。享年19。
養父・重益は宝永6年（1709年）に罪を許され旗本として復帰し、家督は代わって養子となった成興が継いだ。